# Johann Daniel Müller (Musiker)
Johann Daniel Müller (* 10. Februar 1716 in Wissenbach, Nassau (heute Ortsteil von Eschenburg); † nicht vor 1786 vermutlich in Riga), auch: Daniel Müller, Daniel, Elias, Elias Artista, Messias, D. S., S. war Violinist, Bratschist und Konzertdirektor, dann radikalpietistischer Autor und „Prophet“ der Vereinigungskirche „Offenbarung Christi“.

## Leben
1726 kam er an den nassauischen Hof in Dillenburg, wo er das Geigenspiel erlernte. Am wittgensteinischen Hof in Berleburg (seit 1733) lernte er das radikalpietistische Schrifttum kennen.
Um 1735 traf er mit Johann Sebastian Bach in Leipzig zusammen, der ihn an den Hofkapellmeister Johann Theodor Roemhildt in Merseburg empfahl. Von 1737 bis 1739 war er als Violinist und Bratschist Hofmusikus in Darmstadt; danach widmete er sich der Lektüre u. a. Jakob Böhmes. 1744 wurde er zum Hofmusikus, Kantor und Schuldiener in Hachenburg ernannt und heiratete Maria Ursula, verwitwete Schott, geborene Windecker (1705–1759), eine Verwandte von Johann Wolfgang von Goethes Mutter, Catharina Elisabeth Goethe, geb. Textor.
1746 übersiedelte er nach Frankfurt am Main. Als Konzertdirektor (seit 1747) veröffentlichte er dort das Vollständige Hessen-Hanauische Choral-Buch (2 Teile, 1754). Als Erster Violinist der Frankfurter Kapelle wird Johann Daniel Müller seit 1755 erwähnt.
Bei Auftritten in der Frankfurter Sankt-Katharinen-Kirche, in der Goethes Familie ihre Kirchenstühle hatte, dürfte ihn der junge Goethe kennengelernt haben. Müllers dem Koran gegenüber aufgeschlossenes Buch Elias mit dem Alcoran Mahomeds. In der Offenbarung Jesu Christi. […] (1772) befand sich in der Bibliothek von Goethes Vater, dem Kaiserlichen Rat Johann Caspar Goethe; zwei Exemplare besaß Goethes orientalistischer Berater Heinrich Friedrich von Diez.
Nach dem Tode seiner Gattin (1759) verließ der visionär erleuchtete Müller, der sich zum wiederkehrenden Propheten Elias (Elias Artista) berufen fühlte und eine Heidentum (Paganismus), Judentum, Christentum und Islam vereinigende Kirche „Offenbarung Christi“ gründete, Frankfurt am Main und reiste durch Nord- und Ostdeutschland, Skandinavien, das Baltikum und Russland.
Nach einem für 1786 bezeugten Besuch Müllers in Dillenburg – der dortige Justizrat Karl von Knoblauch zu Hatzbach erwähnt ihn in einem Brief an Georg Christoph Lichtenberg – verliert sich seine Spur. Er soll im Umkreis russischer Spätrosenkreuzer in Riga gestorben sein.

## Werk
Seine mindestens 27 zum Teil sehr umfangreichen Bücher sicherten ihm, der seine hohe musikalische Virtuosität zugunsten der religiösen Berufung zurückgestellt hatte, internationale Ausstrahlung. Von den theosophisch orientierten Illuminaten in Avignon, einer konservativen, von den radikal-aufklärerischen „Illuminaten“ um Johann Adam Weishaupt zu unterscheidenden, swedenborgfreundlichen Geheimgesellschaft um Abbé de Brumore (Philibert Guyton de Morveau) und Dom Antoine-Joseph Pernety, wurde Müller, ein kritischer Sympathisant Emanuel Swedenborgs, als „Élie Artiste“ (Elias Artista) verehrt. Auf die Identität dieses geheimnisvollen „Élie Artiste“ mit Johann Daniel Müller hat in der Forschung erst Reinhard Breymayer 1981 hingewiesen.
Müller plädierte für einen dogmenkritischen Universalismus, beanspruchte aber für sich selbst die Deutungshoheit über die Offenbarungsurkunden Bibel, Talmud und Koran. Obwohl er selbst vielfach allegorisch verfährt und die dem Buchstaben verpflichtete Bibelexegese lutherischer Geistlicher wie Friedrich Christoph Oetinger ablehnt – in der Schrift Elias mit der Lehre des Talmuds und der Rabbinen in ihrem wahren Sinn und Verstand (1772) bezeichnet er Oetinger als „Satans-Pfaffen“ – bleibt er auch Freigeistern wie Hermann Samuel Reimarus gegenüber intolerant, weil sie die Schriftbasis ganz verwürfen. Mit Reimarus, dessen zum Fragmentenstreit führenden „Fragmente“ Gotthold Ephraim Lessing herausgegeben hatte, setzt er Lessing unbekümmert gleich. Moses Mendelssohn ist für ihn „ein Entlaufener aus der Synagoge der Väter“.

## Schriften
- Elias Artista Mit dem Stein der Weisen. 1770.
- Der gekrönte Philosoph in Occident, oder Anmerkungen eines Anonimi über den Phädon des Mosis Mendelson [Moses Mendelssohn]. 1771.
- Der Sieg der Wahrheit des Worts Gottes über die Lügen des Wolfenbüttelschen Bibliothecarii, [Gotthold] Ephraim Lessing, und seines Fragmenten-Schreibers [d. i. Hermann Samuel Reimarus] in ihren Lästerungen gegen Jesum Christum, seine Jünger, Apostel, und die ganze Bibel. 1780.

Von Johann Daniel Müller anonym herausgegebene deutsche Übersetzung eines auf Bachja ben Josef ibn Pakuda (Bahja [Ben-Jusuf] ibn Paqûda) zurückgehenden Buches:
- Rabbi Bechai [ben Joseph]:

Das Buch der Pflichten der Herzen / Von Rabbi Bechai, unserm großen und heiligen Lehrer, dem Sohn Joseph, Richter in Spanien. Geschrieben in arabischer Sprache, und in unsre hebräische Sprache übersetzt von dem weisen Rabbi Juda, dem Sohn Chabun [vielmehr des Tibbon], mit [des] Elias [d. i. des Johann Daniel Müller] Erklärung. [Kitāb al-Hidāya ilā Farā'iḍ al-Qulūb; um 1080 vermutlich in Saragossa verfasst. Aus dem Arabischen 1161 ins Hebräische übersetzt von Rabbi Jehuda ben Saul ibn Tibbon unter dem Titel Chôbôt hal-Lebabôt. Aus dem Hebräischen ins Deutsche übersetzt möglicherweise von David Friedrich Megerlin, mit einer „Vorhererinnerung“ und Anmerkungen versehen von Elias, d. i. Johann Daniel Müller.] Das Gedächtniß der Gerechten sey im Segen. Erster Theil. [o O.] 1774. – 695, [I] S. 8°.
Diese Teilausgabe von 1774 ist interessant als die von einem Radikalpietisten mit einer „Vorhererinnerung“ und erklärenden Anmerkungen versehene und herausgegebene deutsche Übersetzung der jüdischen Bearbeitung eines in arabischer Sprache verfassten sufistischen islamischen Werks. Die Edition enthält die ersten vier der zehn „Tore“ („Scha'arim“), d. h. Kapitel, der hebräischen Vorlage.